# 棚橋由希
棚橋 由希（たなはし ゆき、1986年5月27日 - ）は、日本の女性子役。愛称は、ターナー
。
1994年、子役として芸能界にデビュー。趣味は絵を書くこと。特技はまりつき。好きな動物はハムスター。NHK教育『天才てれびくん』・『天才てれびくんワイド』てれび戦士（1996年度 - 1999年度）で知られており、料理が得意で「天てれクッキングクイーン」の称号を持ち、『天てれ』のコーナーに欠かせない存在として活躍した。

## 略歴
- 1994年 - 東京児童劇団に入団し、料理番組『モグモグGOMBO』で芸能界デビュー[2]。
- 1996年 - NHK教育『天才てれびくんシリーズ』にてれび戦士として4年間出演。

## 人物
幼少期を愛知県名古屋市にて生活する。

## 出演

### テレビ番組
- モグモグGOMBO（1994年、日本テレビ）
- ポンキッキーズ（フジテレビ）
- とんねるずのみなさんのおかげです（フジテレビ）
- ミッキー・キッズ（1995年 - 1996年、テレビ東京）
- ウッチャンナンチャンの炎のチャレンジャー これができたら100万円!!（テレビ朝日）
- 天才てれびくんシリーズ（NHK教育テレビ） - てれび戦士
  - 天才てれびくん（1996年4月8日 - 1999年4月2日）
  - 天才てれびくんワイド（1999年4月5日 - 2000年3月30日）

### 映画
- 学校の怪談3（1997年）塾の生徒たち 役[3]

### CM
- ショウワノート
- IBM
- 食糧庁 ごはん食推進委員会
- リクルート FromA
- カネボウフーズ のびぴゅん